# Austrochaetilia capeli
Austrochaetilia capeli is een pissebed uit de familie Chaetiliidae. De wetenschappelijke naam van de soort is voor het eerst geldig gepubliceerd in 1978 door Poore.